# Kletnyansky (huyện)
Huyện Kletnyansky (tiếng Nga: ? райо́н) là một huyện hành chính tự quản (raion), của Tỉnh Bryansk, Nga. Huyện có diện tích 1586 km², dân số thời điểm ngày 1 tháng 1 năm 2000 là 23800 người. Trung tâm của huyện đóng ở Kletnya.